# چو ده سونگ
چو ده سونگ (کره‌ای: 조대성؛ زادهٔ ۱۳ اکتبر ۲۰۰۲) تنیس‌باز اهل کره جنوبی است.
وی در مسابقات کشوری و بین‌المللی در مجموع برندهٔ ۲ مدال برنز شده است.